# Dżibab Hamad
Dżibab Hamad (arab. جباب حمد) – wieś w Syrii, w muhafazie Hims. W 2004 roku liczyła 378 mieszkańców.